# 圖羅韋齊
50°10′45″N 28°56′7″E / 50.17917°N 28.93528°E
圖羅韋齊（烏克蘭語：Туровець），是烏克蘭北部的村莊，隸屬日托米爾州的日托米爾區。該村處於里韋齊河畔，面積1.259平方公里，海拔高度209米，2001年人口244。